# Rouwkuilen

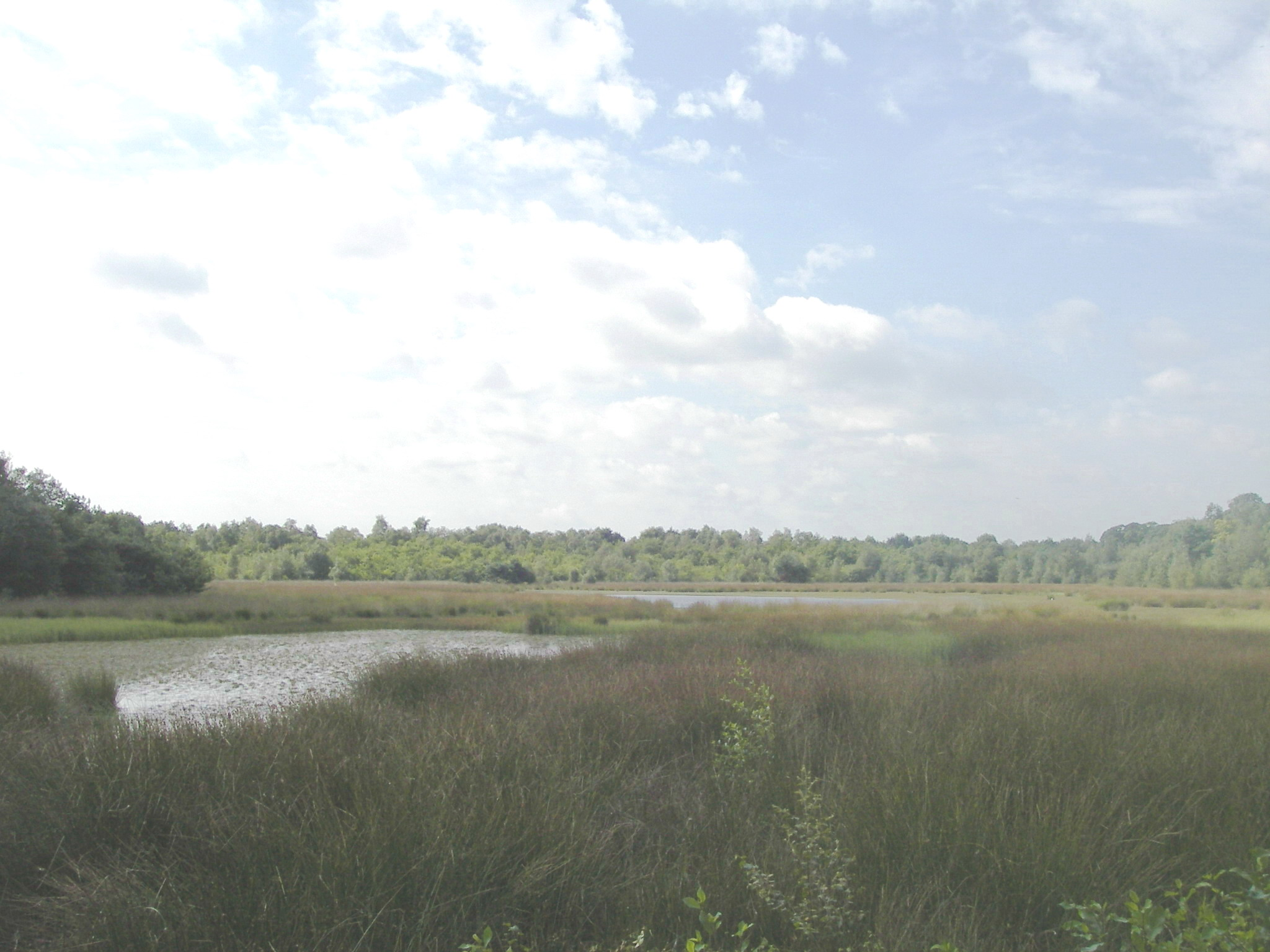
De Rouwkuilen

De Rouwkuilen is een 56 hectare groot natuurgebied in de Nederlandse gemeente Venray. 
De Rouwkuilen bestaan uit een geïsoleerd gelegen naaldhoutgebied met een ven. Het gebied ligt ten zuiden van de Deurneseweg, ruim een kilometer ten noordoosten van het dorp Ysselsteyn. Het is aangewezen als beschermd natuurmonument.

## Natuur
Het ven is gesitueerd midden in een bos en heeft een oligotroof karakter. Het ligt in een kleine dekzandrug ten oosten van de Peel. Vermoedelijk dankzij een ondergrond van veen- en leemlaagjes heeft het een van de omgeving min of meer onafhankelijke schijngrondwaterspiegel. Het ven is ongeveer vijf ha groot met nog eens zo'n vijf ha oeverzones. Het is een van de zeer weinige vennen in de Peel die niet voor de landbouw zijn drooggelegd en/of ontgonnen. Ondanks een hoge ammoniakdepositie van in de nabijheid liggende veehouderijen en de daardoor veroorzaakte verzuring hebben zich een aantal typische planten van een voedselarm milieu weten te handhaven, zoals kleine en ronde zonnedauw, dopheide en veenpluis. Ook groeien er enkele typische soorten voor een mesotrofe venmilieus, zoals wateraardbei, wolfspoot, gewone waternavel zwarte zegge en snavelzegge.
Minder gunstig is de grote hoeveelheid pitrus en de aan dit soort gebied vreemde waterlelie. 
Voor amfibieën heeft dit natuurgebied veel waarde. Er komt onder meer een belangrijke populatie van de kamsalamander voor, naast de vinpootsalamander, de poelkikker en de heikikker.
Het is daarom jammer dat het ven tevens te veel lijden heeft van verdroging. Daar mag echter bij worden opgemerkt, dat de Rouwkuilen zoals veel vennen van een nature wisselende waterstand hebben en dat het dus op zich normaal is dat ze in droge tijden deels droogvallen. Dat betekent natuurlijk niet dat verdroging geen kwaad zou kunnen voor zo'n ven.
De Rouwkuilen worden wordt door de provincie Limburg aangemerkt als een z.g. "kansrijk gebied voor verdrogingsbestrijding".

## Verzuring
De Rouwkuilen staan bekend als een gebied met een bijzonder hoge mate van verzuring. Het ligt niet alleen midden in de noordelijke Peel, een van de meest verzuurde regio’s van Nederland, maar wordt ook op korte afstand direct omgeven door een aantal intensieve veehouderijbedrijven waaronder een grote kippenmesterij pal naast het reservaat.
De rankende helmbloem die in het bos rondom het ven veel voorkomt, geldt op de kempische zandgronden als een typische indicator voor een sterk met stikstof belaste bodem, wellicht als gevolg van de ammoniakdepositie. 
In datzelfde bos vindt reeds jarenlang een onderzoek plaats door de Radboud Universiteit Nijmegen naar het effect van ammoniakdepositie op naaldbos.

## Recreatie
Rond het ven is een wandelroute uitgezet die in zeer natte perioden soms moeilijk begaanbaar is. Het pad geniet een zekere populariteit doordat het een van de weinige overgebleven echte vennen in de omgeving is en een van de zeer weinige natuurlijke elementen in een bijzonder intensief gebruikt landbouwgebied.